# Subdivisões da Jordânia

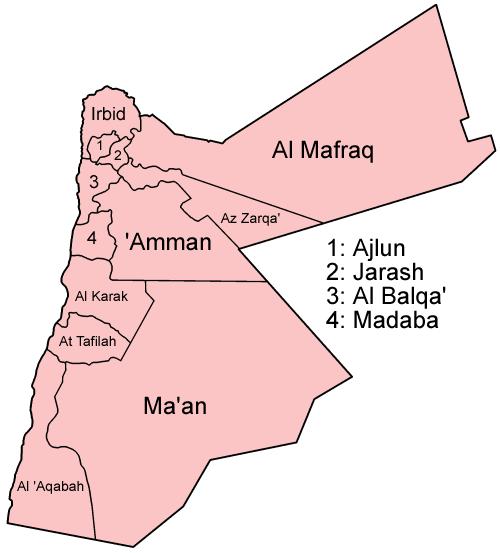
Mapa dos governorates da Jordânia

A Jordânia está subdividida em 12 províncias (muhafazat):
| Governorado | População (2008) | Área (km²) | Densidade (/km²) | Capital  | População (2008) |
| ----------- | ---------------- | ---------- | ---------------- | -------- | ---------------- |
| Amã         | 1,939,405        | 8231       | 246.3            | Amman    | 1,135,733        |
| Irbid       | 950,700          | 1621       | 570.3            | Irbid    | 650,000          |
| Zarqa       | 838,250          | 4080       | 205.5            | Zarqa    | 447,880          |
| Balqa       | 349,580          | 1076       | 324.9            | Salt     | 96,700           |
| Mafraq      | 245,671          | 26435      | 9.3              | Mafraq   | 56,340           |
| Queraque    | 214,225          | 3217       | 66.6             | Queraque | 68,810           |
| Gérasa      | 156,680          | 402        | 379              | Gérasa   | 39,540           |
| Madaba      | 135,890          | 2008       | 67.7             | Madaba   | 83,180           |
| Ajloun      | 118,496          | 412        | 287.1            | Ajloun   | 55,000           |
| Acaba       | 107,115          | 6583       | 16.3             | Aqaba    | 95,408           |
| Ma'an       | 103,920          | 33163      | 3.1              | Ma'an    | 50,350           |
| Tafilah     | 81,000           | 2114       | 38.3             | Tafilah  | 30,000           |